# Pristobrycon
Pristobrycon is een geslacht van straalvinnige vissen uit de familie van de echte piranha's (Serrasalmidae).

## Soorten
- Pristobrycon aureus (Spix & Agassiz, 1829)
- Pristobrycon calmoni (Steindachner, 1908)
- Pristobrycon careospinus Fink & Machado-Allison, 1992
- Pristobrycon maculipinnis Fink & Machado-Allison, 1992
- Pristobrycon striolatus (Steindachner, 1908)